# Christophe de Margerie
Christophe-Gabriel-Jean-Marie Jacquin de Margerie, född 6 augusti 1951, död 20 oktober 2014, var en fransk företagsledare som var både styrelseordförande och vd för det franska petroleumbolaget Total S.A.
de Margerie tog år 1974 kandidatexamen i marknadsföring vid den franska affärsskolan ESCP Europe. Total S.A. anställde de Margerie direkt efter studierna på koncernens finansiella avdelning, där han fick ansvaret för koncernens budgetarbete och i ett senare skede också fick ansvara för finansieringen för Total:s dotterbolag som skötte koncernens prospekteringar och produktion. 1987 blev de Margerie utnämnd till finanschef för koncernens internbank. Tre år senare blev han förflyttad till Total:s dotterbolag som ansvarar för handel och mellanöstern och där han avverkade yrkestitlar som CFO, ställföreträdande general manager, general manager och ställföreträdande executive vice president.
I mars 2000 blev han utsedd till general manager för affärsområdet som har hand om prospekteringar och produktion för det nyfusionerade bolaget TotalFinaElf (nu Total S.A.). Han blev i ett senare skede utsedd till styrelseordförande för Total:s dotterbolag Total E&P Indonésie och satt i styrelserna för andra dotterbolag som Total E&P Russie, Total Exploration and Production Azerbaijan, Total E&P Kazakhstan, Total Profils Pétroliers, Total E&P Norge A.S., Total Upstream UK Ltd., Innovarex, Total E&P Myanmar och Tops (Overseas) Ltd. 2006 blev de Margerie invald i koncernens styrelse, ett år senare blev det klart att de Margerie ersatte Thierry Desmarest som ny vd för Total S.A. Tre år senare tog han även över styrelseklubban från Desmarest i Total:s styrelse. de Margerie har även suttit i styrelserna för det statsstyrda emiratiska petroleumbolaget Abu Dhabi National Oil Company Ltd. (ADNOC) och Abu Dhabi Marine Areas Ltd (ADMA). Mellan 2009 och 2013 satt han i styrelsen för mediejätten Vivendi SA. 2010 blev han invald som ledamot i det tyska försäkringsbolaget Allianz:s styrelse, en position som han innehade fram till sin död.
Den 20 oktober 2014 omkom de Margerie och tre besättningsmän i en flygolycka när ett av Total:s privatplan av varianten Dassault Falcon 50 körde in i en snöplog på landningsbanan på Vnukovos internationella flygplats i Moskva. Den 21 oktober gick Total ut offentligt och bekräftade att de Margerie var en av de omkomna i olyckan. Anledningen till att de Margerie var i Ryssland var på grund av ett möte med den ryska premiärministern Dmitrij Medvedev rörande investeringar i landet trots att Ryssland har aktiva ekonomiska sanktioner mot sig på grund av Krimkrisen i Ukraina.

## Övrigt
Ett isbrytande LNG-fartyg sjösatt 2016 är namngivet M/S Christophe de Margerie.